# Том Паппас
Томас Паппас (англ. Thomas Pappas; нар. 6 вересня 1976) — американський легкоатлет, який спеціалізувався на багатоборстві.

## Спортивні досягнення
Фінішував 5-м в олімпійських змаганнях з десятиборства (2000). Учасник двох інших олімпійських змагань з десятиборства (2004, 2008), на обох з яких не зміг завершити змагання.
Чемпіон світу з десятиборства (2003).
Чемпіон світу в приміщенні з семиборства (2003).
Чемпіон США з десятиборства (2000, 2002, 2003, 2006, 2007).
Чемпіон США в приміщенні з семиборства (2000, 2002).